# Engyprosopon kushimotoensis
Engyprosopon kushimotoensis är en fiskart som beskrevs av Amaoka, Kaga och Misaki 2008. Engyprosopon kushimotoensis ingår i släktet Engyprosopon och familjen tungevarsfiskar. Inga underarter finns listade i Catalogue of Life.